# مارسيا ارين
مارسيا ارين (بالإنجليزية: Marcia Warren)‏ هي ممثلة بريطانية، ولدت في 26 نوفمبر 1943 في واتفورد في المملكة المتحدة. من الجوائز التي نالتها جائزة لورنس أوليفيه.

## أعمال

### أفلام
- (2010) سنة كبيسة[2][3]

## جوائز
- جائزة لورنس أوليفيه

## وصلات خارجية
- مارسيا ارين على موقع IMDb (الإنجليزية)
- مارسيا ارين على موقع ميوزك برينز (الإنجليزية)
- مارسيا ارين على موقع قاعدة بيانات الفيلم (الإنجليزية)